# Duygu Arslan
Duygu Arslan (* 25. Juni 1991 in Wien) ist eine österreichische Schauspielerin.

## Leben
Arslan ist zazaischstämmiger Herkunft und ist bilingual mit Deutsch und Türkisch als Muttersprachen aufgewachsen. Ihre Großeltern kamen in den 1970er Jahren als Gastarbeiter nach Österreich. Sie studierte von 2015 bis 2019 am diverCITYLAB Schauspiel und belegte in dieser Zeit auch einige Workshops im Bereich des Schauspiels.
Arslan gehörte von 2010 bis 2011 zum Ensemble der jugendtheatercompany NÖ und spielte in der Theaterproduktion Wut mit, wofür sie im Wiener Volkstheater und dem Festspielhaus St. Pölten auftrat. Von 2016 bis 2019 spielte sie in Theatern wie dem Metro Kinokulturhaus oder dem Dschungel Wien Theaterhaus für junges Publikum, in dem sie seit 2019 zum festen Ensemble gehört. 2009 hatte sie im Alter von 15 Jahren ihre erste Fernsehrolle in der Fernsehserie tschuschen:power. In der Rolle der Sibel war sie in insgesamt drei Episoden zu sehen. 2018 hatte sie eine Besetzung in dem Spielfilm Womit haben wir das verdient?. 2019 folgte eine Rolle im Fernsehfilm Vier Saiten.

## Filmografie
- 2009: tschuschen:power (Fernsehserie, 3 Episoden)
- 2018: Womit haben wir das verdient?
- 2019: Es war einmal Leyla (Kurzfilm)
- 2019: Es war einmal Bella (Kurzfilm)
- 2020: Vier Saiten (Fernsehfilm)
- 2022: Mermaids don’t cry

## Theater
- 2010–2011: Wut (Volkstheater, Festspielhaus St. Pölten)
- 2016: The Mechanical Paradise (Metro Kinokulturhaus)
- 2018: Gaudiopolis – Stadt der Freude (DSCHUNGEL WIEN Theaterhaus für junges Publikum)
- 2018: Frutopia (DSCHUNGEL WIEN Theaterhaus für junges Publikum)
- 2018: Der Wal der Österreich verschluckte (MuseumsQuartier)
- 2019: Es war einmal... (Metro Kinokulturhaus)
- 2019–2020: Jenseits von Wirklich (DSCHUNGEL WIEN Theaterhaus für junges Publikum)